# Negociació col·lectiva
La negociació col·lectiva és aquella que es realitza entre els treballadors d'una empresa o sector, normalment (encara que no sempre) reunits a través d'un sindicat o grup de sindicats i l'empresa o representants d'empreses del sector. La finalitat de la negociació és arribar a un acord sobre les condicions laborals aplicables a la generalitat dels treballadors de l'àmbit en el qual se circumscriu la negociació (conveni col·lectiu). El terme va ser encunyat per Beatrice Webb.
A vegades, com a mesura de pressió per a la negociació i per fer complir els acords quan consideren que no han estat complerts, els treballadors poden acudir a la vaga.
La negociació col·lectiva és una manifestació particular del diàleg social, i és considerat com un dret fonamental bàsic integrant de la llibertat sindical. Mundialment es troba garantit al Conveni 98 i 154 de l'Organització Internacional del Treball (OIT).

## Contingut
La negociació pot incloure tots els aspectes de la relació laboral (salaris, jornada, descansos, vacances, llicències, condicions de treball, capacitació professional, règim d'acomiadaments, definició de les categories professionals, promocions, etc.), així com determinar les regles per a la relació entre els sindicats i els ocupadors.

### Arranjament directe
L'arranjament directe és una forma de negociació col·lectiva, que es dona amb la sola intervenció de les parts o els seus representants, a fi de solucionar les seves diferències prèvies a iniciar un conflicte col·lectiu. Es tracta d'una acció recíproca de diàleg.
L'arranjament directe té diverses característiques, entre les quals destaquen:
- És una solució directa. N'hi ha prou amb la intervenció de les parts i el seu desig de negociar la solució a diferències avingudes en les relacions laborals.
- És extrajudicial, ja que no intervenen dependències jurisdiccionals.

Efectes de l'arranjament directe
- En la mesura que beneficiï el treballador, s'incorporen les seves condicions als contractes de treball existents.
- Posa terme als conflictes laborals.
- Dona fi a les mesures de pressió.

### Conveni col·lectiu de treball
El conveni col·lectiu de treball és un tipus peculiar de contracte subscrit entre un sindicat o grup de sindicats i un o diversos ocupadors, o un sindicat o grup de sindicats i una organització o algunes de representatives dels ocupadors. També, en cas que no existeixi un sindicat, pot ser celebrat per representants dels treballadors interessats, degudament elegits i autoritzats per aquests últims, d'acord amb la legislació nacional.